# Aulacus fritschii
Aulacus fritschii är en stekelart som först beskrevs av Charles Thomas Brues 1933.  Aulacus fritschii ingår i släktet Aulacus och familjen vedlarvsteklar. Inga underarter finns listade.